# Ian Wilson (schrijver)
Ian Wilson (1941) is een Brits schrijver van religieuze en wetenschappelijke boeken. Hij staat vooral bekend om zijn boeken waarin hij religie en wetenschap vermengt bij het onderzoek naar onderwerpen als de Lijkwade van Turijn, leven na de dood of Nostradamus.
Ian Wilson studeerde Moderne Geschiedenis in Oxford en heeft inmiddels een groot aantal bestsellers op zijn naam staan. Hij won een prijs voor zijn studie naar de Lijkwade van Turijn, waarin hij onder meer de stelling poneerde dat de Lijkwade van Turijn en het Kleed van Edessa hetzelfde kleed zijn.
Ian Wilson verhuisde na 2000 naar Australië.